# Bunë
De Bunë, Buna of Bojana (Montenegrijns: Бојана, Bojana, Albanees: Bunë of Buna) is een 44 km lange rivier in Montenegro en Albanië.
De Bunë is de uitstroom van het meer van Shkodër. De rivier ontspringt aan de Albanese zijde van het meer en stroomt daar door Shkodër, de stad aan de oever van het meer. Een drietal kilometer stroomafwaarts volgt de samenvloeiing met de Grote Drin, een van de twee takken van de Drin. De laatste 20 km van de rivierloop vormt de Bunë de grens tussen Albanië en Montenegro. De rivierdelta waarmee de Bunë in de Adriatische Zee uitmondt ligt op Montenegrijns gebied.
De rivier is over zijn hele loop bevaarbaar.
Bistricë · Bunë · Cem · Devoll · Drin · Drino · Erzen · Fan · Gjanicë · Ishëm · Kir · Lanë · Mat · Osum · Seman · Shalë · Shkumbin · Shushicë · Valbonë · Vjosë
- Gemeinsame Normdatei: 4087968-9